# Novak Roganović
Novak Roganović (Senta, 14 gennaio 1932 – Novi Sad, 4 febbraio 2008) è stato un calciatore jugoslavo, serbo dal 2006, di ruolo Centrocampista.

## Palmarès
- Oro olimpico: 1

Roma 1960